# Mawnan Smith
Mawnan Smith – wieś w Anglii, w Kornwalii. Leży 31 km na wschód od miasta Penzance i 383 km na południowy zachód od Londynu.